# Château de Kammer
Le château de Kammer est un château, un wasserburg, à Schörfling am Attersee, en Haute-Autriche.

## Géographie
Situé aujourd'hui sur une péninsule, à l'origine sur une île, dans le nord de l'Attersee, le château est un bâtiment massif et rectangulaire de trois étages avec deux ailes latérales basses entourant une cour.

## Histoire
Le premier propriétaire est Haidfalk von Chammer en 1165. À partir de 1200, une forteresse fortifiée s'élève, quand le territoire appartient au comté de Schaunberg et lorsque son fief devient le centre de l'Attergau. En 1249 les frères Gotfrid et Haidfolch von Chamer sont nommés dans un document. Au cours de la querelle entre le comte Heinrich von Schaunberg et le duc Albert III d'Autriche, Kammer, domaine de Reinprecht II de Walsee est conquise par les partisans du duc. En 1386, le château doit être vendu aux Habsbourg. Sous les Habsbourg, Kammer est promise à plusieurs reprises, par exemple aux familles Geymann, Wallsee, Praun et Polheimer. En 1483, Christoph Jörger est employé comme Pfleger. En 1488, Tiburtius Sinzendorfer est inféodé à Kammer. En 1570, la seigneurie revient à l'empereur Maximilien II, selon laquelle Kammer est ensuite confiée à Hektor Pirschinger, de 1576 à 1581, Hans von Hohberg est l'administrateur impérial.
En 1581, l'empereur Rodolphe II vend le domaine de Kammer ainsi que les domaines de Kogl et Frankenburg au baron Johann Khevenhüller. Khevenhüller est nommé comte en 1593 et les dominions combinés deviennent le "comté de Frankenburg". Après l'occupation temporaire de la Haute-Autriche par les Bavarois (1810-1816), les Khevenhüller vendent les domaines de Kogl et de Frankenburg, seul Kammer reste en leur possession.
Le propriétaire suivant est August Horváth von Szent György (1886), la propriété est apportée par sa femme Ida, comtesse Khevenhüller. En 1904, financièrement ruiné, ce dernier vend le château à la Landes-Hypothekenanstalt, qui le revend à Julius Steiner la même année. En 1909, Sophie Gassauer en est la propriétaire. En 1925, le château est acheté à parts égales par l'actrice berlinoise Eleonora von Mendelssohn et son futur mari, le Rittmeister Emmerich von Jeszenszky, qui en devient l'unique propriétaire après le divorce en 1936. Jusqu'au début des années 1990, le château appartient à la famille Jeszenszky, qui gère également le domaine agricole adjacent. Au début des années 1990, la propriété passe à l'ancienne championne olympique de dressage, Elisabeth Max-Theurer, qui rénove le château qui risquait de tomber en ruine. La commune de Schörfling acquiert une grande partie du parc du château pour la construction d'un équipement public. Le château est une propriété privée et ne peut être visité que pour des événements officiels.

## Architecture
Le château-fort de Kammer, à l'origine du XIIIe siècle, est repensée en un Wasserschloss de trois étages entre 1622 et 1649. Sous la direction du maître d'œuvre baroque de Linz Johann Michael Prunner, deux ailes latérales basses sont ajoutées, elles sont pourvues d'arcades au rez-de-chaussée. La construction de la porte date également de cette période. À l'intérieur du château se trouve une chapelle en stuc du XVIIIe siècle, dédiée à la Vierge Marie. L'escalier de 1748 mène à la salle de bal.

## Culture

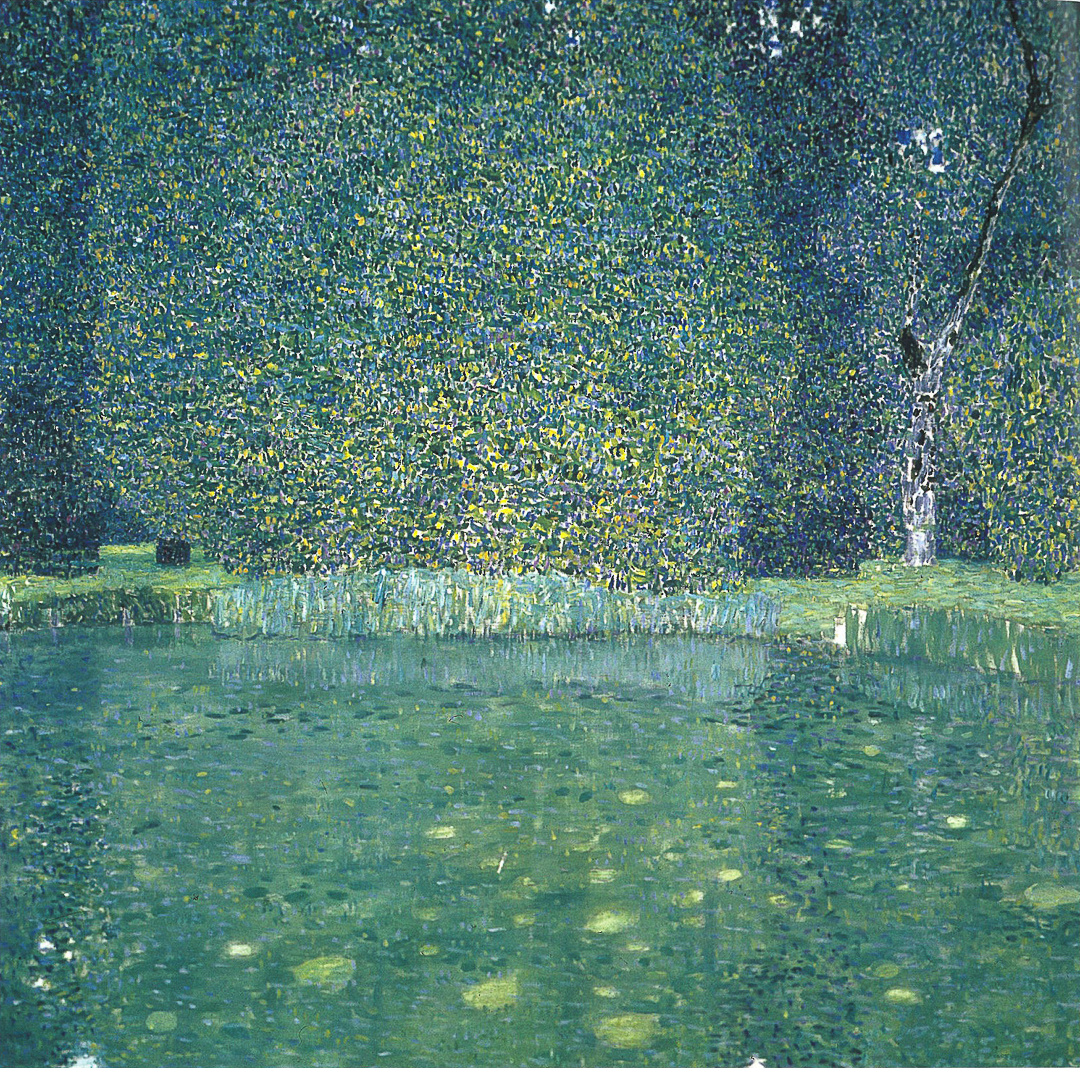
Parc au château de Kammer, par Gustav Klimt, en 1909.

Le château et ses environs sont représentés dans de nombreuses peintures de Gustav Klimt au début du XXe siècle. Un exemple est l'allée de tilleuls menant au palais, qu'il représente dans le tableau Allée dans le parc du château Kammer.

## Source, notes et références
- (de) Cet article est partiellement ou en totalité issu de l’article de Wikipédia en allemand intitulé « Schloss Kammer » (voir la liste des auteurs).

1. ↑  Karl Baedeker , Allemagne du sud et Autriche, Baedeker, 335, 1888 p. (lire en ligne), p. 214
2. ↑  (de) A. Gasselsberger, « Ein Schloss am Attersee », sur meinbezirk.at, 2021 (consulté le 1er février 2023)
3. ↑  Gustav von Kottowitz, Nouveau guide pour l'établissement thermal d'Ischl, Autriche Supérieure (Salzkammergut), Maass, 1879, 44 p. (lire en ligne), p. 41
4. ↑  (en) Noël Coward, The Letters of Noël Coward, Bloomsbury Publishing, 2014, 800 p. (ISBN 9781408147689, lire en ligne), p. 353
5. ↑  (de) Gert Damberger, « Schlösser in Österreich und Ihre Besitzer », sur weekend.at, 2022 (consulté le 1er février 2023)
6. ↑  (en) A. N. Hodge, Gustav Klimt, Arcturus Publishing, 2019 (ISBN 9781839403323, lire en ligne)